# لجنة القدس

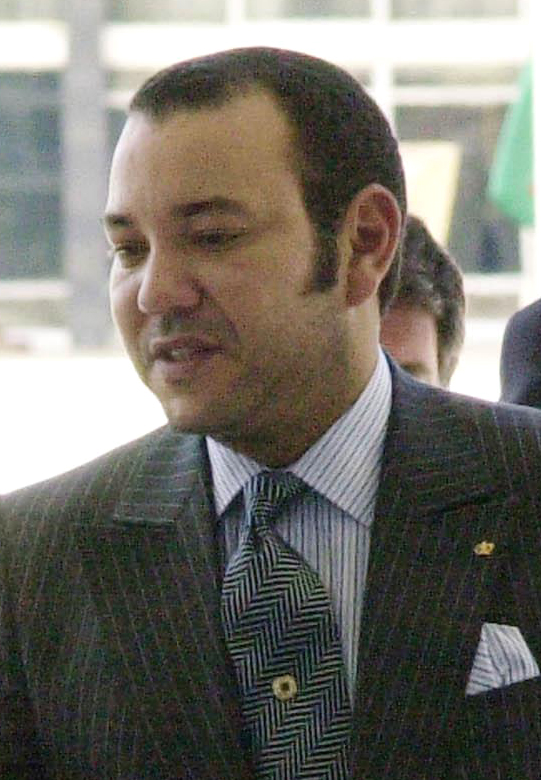

لجنة القدس تشكلت بقرار إسلامي برئاسة الملك الحسن الثاني ملك المغرب عام 1975 ويترأسها حاليا ملك المغرب محمدالسادس.

## تأسيسها
تأسست لجنة القدس بتوصية من المؤتمر السادس لوزراء خارجية البلدان الأعضاء في منظمة المؤتمر الإسلامي المنعقد في جدة عام 1395 هـ الموافق 1975م. قد قرر المؤتمر العاشرالمنعقد بفاس إسناد رئاستها إلى جلالة الملك الحسن الثاني ملك المغرب. وقد ترأس اللجنة بعد وفاة الملك الحسن الثاني ابنه الملك محمد السادس 

## أهداف اللجنة
الهدف العام
حماية القدس من المخططات و المؤامرات الصهيونية و خطط تهويدها.
جاء تكليفها ليشمل أهدافا معينة تتلخص فيما يلي:
- 1. دراسة الوضع في القدس.
- 2. متابعة تنفيذ القرارات المصادق عليها والتي ستصادق عليها مستقبلا مؤتمرات وزراء الخارجية للبلدان الإسلامية.
- 3. متابعة القرارات المصادق عليها حول القدس من مختلف الهيئات والمحافل الدولية.
- 4. الاتصال بالمنظمات الدولية الأخرى التي قد تساعد على حماية القدس.
- 5. تقديم مقترحات للبلدان الأعضاء ولكل المنظمات المعنية بالأمر تتعلق بالخطوات المناسبة التي يجب اتخاذها لضمان تنفيذ القرارات لمجابهة التطورات الجديدة.

كما أن اللجنة مطالبة أيضا بتقديم تقرير سنوي لمؤتمر وزراء الخارجية للدول الإسلامية.

## تكوين اللجنة
تتكون اللجنة من ممثلين عن ستة عشر بلدا من بين بلدان الدول الأعضاء، ينتخبون لمدة ثلاث سنوات من قبل مؤتمر وزراء الخارجية.

## اجتماعات اللجنة
تجتمع اللجنة بدعوة من رئيسها ملك المملكة المغربية أو من الأمين العام لمنظمة المؤتمر الإسلامي.
عقد الاجتماع الاخير رقم 20 في بناير 2014
بعد 12 سنة من التجميد بسبب الخلافات.
- نونبر 2024، أعربت القمة العربية الإسلامية غير العادية المنعقدة يوم الاثنين 11 نونبر 2024 بالرياض، عن دعمها لعمل لجنة القدس برئاسة الملك محمد السادس. [5][6]

## مجهودات اللجنة
- 2024، تمكنت وكالة بيت مال القدس الشريف، خلال ال 25 سنة الماضية، من إنجاز مشاريع متميزة في قطاعات حيوية مثل الصحة والتعليم والشباب والإعمار، وبرامج المساعدة الاجتماعية والتنمية البشرية بلغت كلفتها أزيد من 70 مليون دولار أمريكي، جلها بتمويل مغربي رسمي وشعبي. [7]

## مواقع خارجية
- بيت مال القدس